# Иванов, Алексей Михайлович (слесарь)
Алексе́й Миха́йлович Ивано́в (6 января 1952, Шарьинский район, Костромская область — 4 июня 2021) — советский и российский судовой слесарь-монтажник акционерного общества «Производственное объединение «Северное машиностроительное предприятие», Северодвинск, Архангельская область. Герой Труда Российской Федерации (2017).

## Биография
С 1974 года трудился на Северном машиностроительном предприятии в Северодвинске. При его участии был построен и сдан в эксплуатацию 21 подводный корабль.
Указом Президента Российской Федерации № 182 от 25 апреля 2017 года ему было присвоено звание Героя Труда Российской Федерации за особые трудовые заслуги перед государством и народом.

## Награды

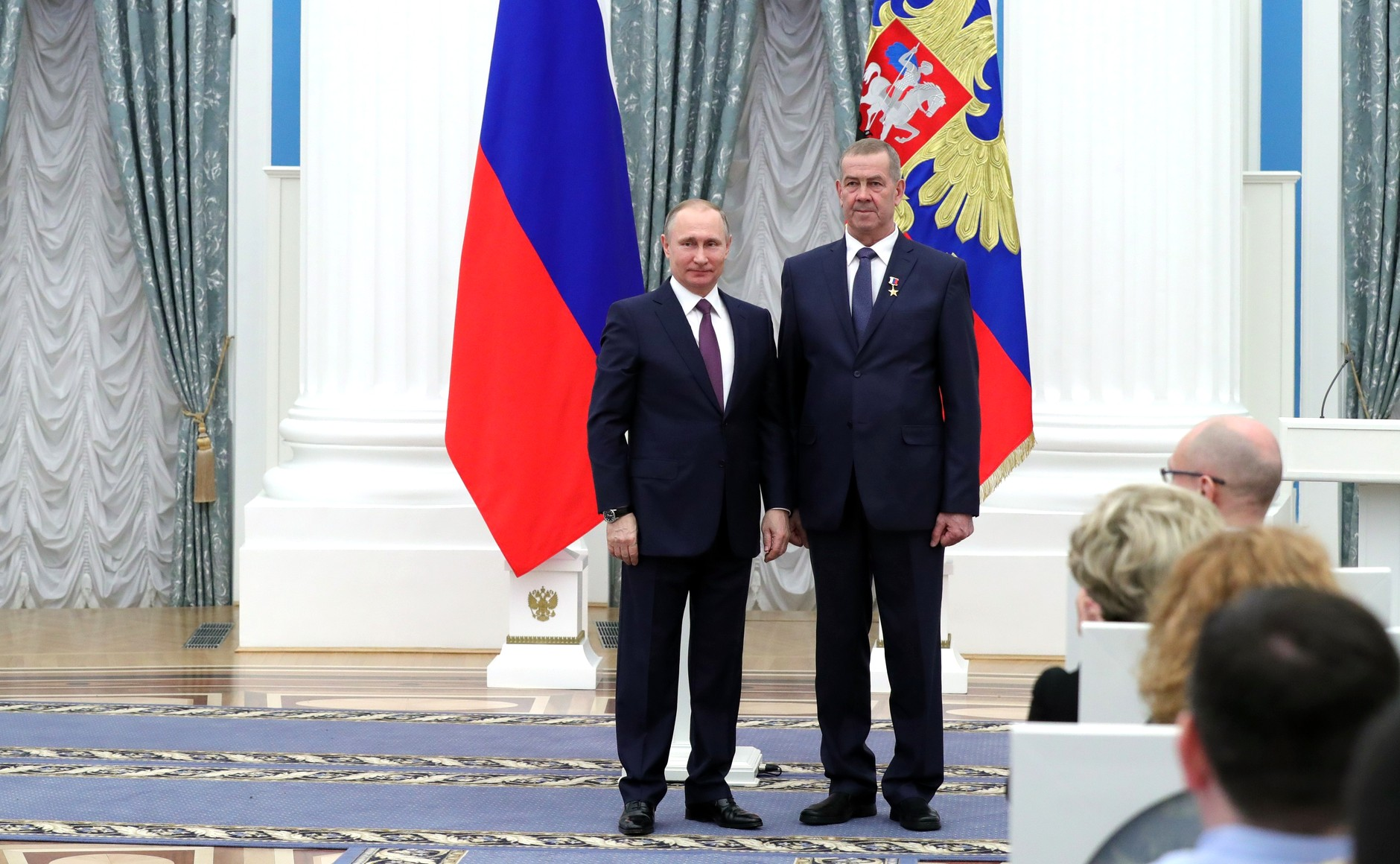
На церемонии вручения медалей
«Герой Труда Российской Федерации»,
28 апреля 2017 года

- Герой Труда Российской Федерации (25 апреля 2017 года) — за особые трудовые заслуги перед государством и народом[3]
- Орден «За заслуги перед Отечеством» IV степени (25 сентября 1999 года) — за большой вклад в развитие отечественного судостроения и многолетний добросовестный труд[4]
- Орден Трудовой Славы III степени (2 февраля 1984 года)
- Юбилейная медаль «300 лет Российскому флоту» (1996 год)
- Почётный судостроитель